# Anchistioides
Anchistioides is een geslacht van kreeftachtigen uit de klasse van de Malacostraca (hogere kreeftachtigen).

## Soorten
- Anchistioides antiguensis (Schmitt, 1924)
- Anchistioides compressus Paul'son, 1875
- Anchistioides willeyi (Borradaile, 1900)